# Alter Johannisfriedhof

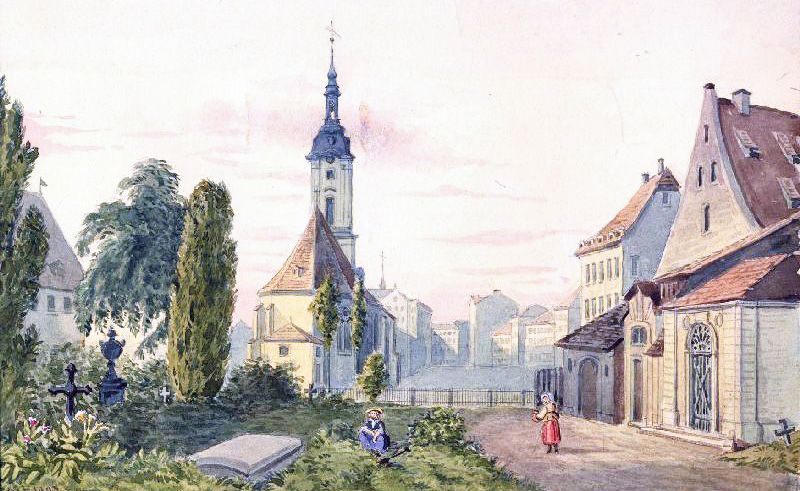
Alter Johannisfriedhof 1903

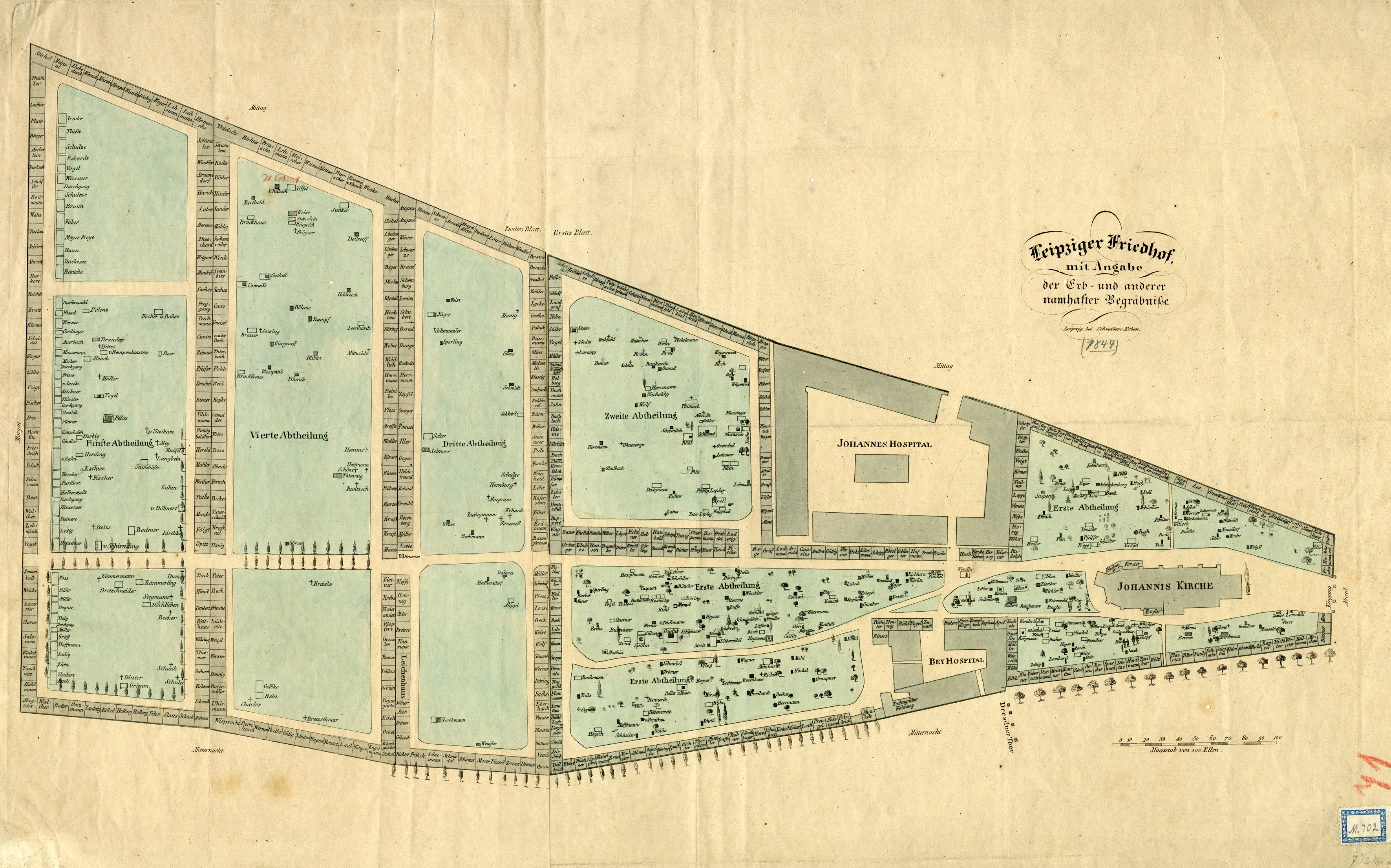
Plan des Johannisfriedhofs Leipzig 1844

Der Alte Johannisfriedhof ist der älteste Friedhof der Stadt Leipzig, dort fanden etwa 280.000 Verstorbene ihre letzte Ruhestätte.

## Geschichte
Entstanden ist der Friedhof bereits im Jahr 1278 auf dem Grundstück des Johannishospitals, eines Hospitals für Leprakranke. Er war später der im 14. Jahrhundert erbauten und im Zweiten Weltkrieg zerstörten Johanniskirche angegliedert. Zunächst wurden hier vor allem die verstorbenen Leprakranken bestattet. 1476 vergrößerte man den Friedhof, da nun auf Weisung des Kurfürsten auch Leipziger ohne Bürgerrecht dort beerdigt werden sollten. 1536 wurde der Friedhof von Herzog Georg schließlich zur allgemeinen Begräbnisstätte der Stadt Leipzig bestimmt. Als Folge davon wurden im 16. und 17. Jahrhundert die erste und zweite Abteilung mehrfach erweitert. Zur gleichen Zeit erfolgte auch die Umgestaltung im Stil eines Camposanto.
In den Jahren 1680 und 1805 wurde der Friedhof um die Abteilungen drei und vier erweitert. Als auch dieser Platz nicht mehr ausreichte, erfolgte in den Jahren 1827 bis 1863 die letzte Erweiterung mit der fünften Abteilung.
Ab 1846 wurde der nahegelegene Neue Johannisfriedhof für Bestattungen genutzt.
In seiner Geschichte war der Friedhof mehrfach Schauplatz von Kriegsgeschehnissen. Während des Dreißigjährigen Krieges verschanzten sich schwedische Truppen auf ihm und zerstörten ihn zum Teil. Im September 1813 wurde das Gelände zum Lagerplatz für Gefangene und Verwundete, da die Lazarette in der Stadt nicht mehr ausreichten. Die Soldaten lebten in den Gruften und benutzten das Holz der Särge als Feuerholz. Bezeugt wurde das durch den Totengräber Johann Daniel Ahlemann.
In der Vierten Abteilung befinden sich (nicht markierte) Massengräber mit Opfern des Siebenjährigen Krieges und der Völkerschlacht.
Im Jahr 1883 wurden die erste und zweite Abteilung planiert und zur Grünanlage umgestaltet, wobei nur das Grab Christian Fürchtegott Gellerts unangetastet blieb. Am Heiligen Abend im selben Jahr endete mit dem Begräbnis von Dr. Emil Breiter die über 600-jährige Nutzung dieses Friedhofes als Begräbnisstätte. Zwischen 1484 und 1834 sind 257.275 Beerdigungen belegt. Während hauptsächlich Deutsche beigesetzt wurden, fanden dort auch Schweizer, Franzosen, Russen, Italiener, Engländer, Schotten und Amerikaner ihre letzte Ruhestätte.
Als man beschloss, das Kirchenschiff der Johanniskirche von 1585 durch einen größeren Neubau zu ersetzen, wurden im Oktober 1894 die Gebeine Johann Sebastian Bachs gefunden, der am 31. Juli 1750 auf dem Johannisfriedhof beigesetzt worden war. Die Gebeine von Bach und auch die von Gellert erhielten 1900 in einer Gruft unter dem Altarraum der Kirche eine vorläufige Ruhestätte.

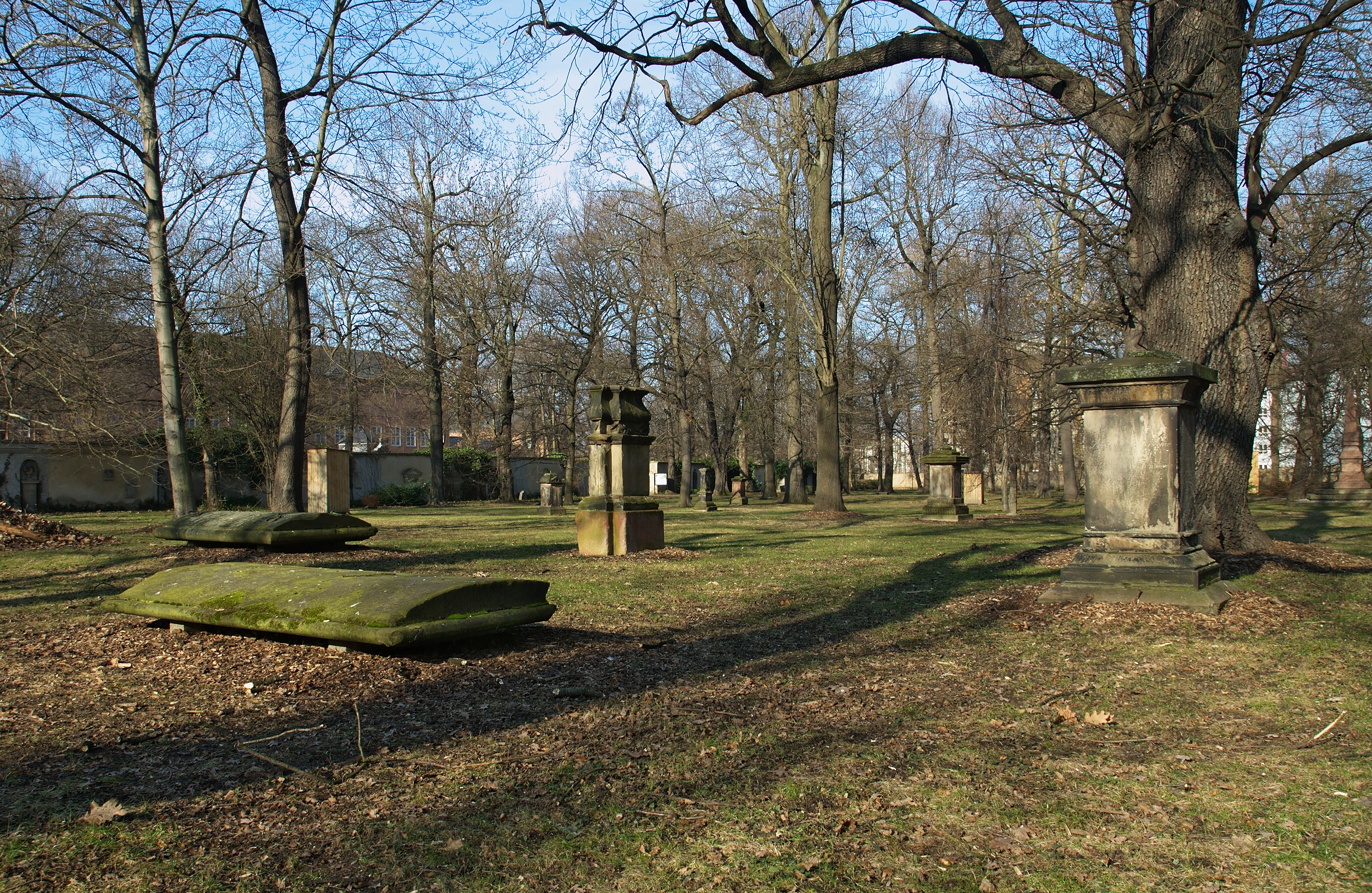
Ansicht im Jahre 2011

In den Jahren 1925 bis 1929 wurde auf einem Areal, welches den Großteil der ehemaligen ersten und die gesamte zweite Abteilung sowie das Grundstück des Johannishospitals umfasste, das Neue Grassimuseum erbaut.
Im weiteren Verlauf des 20. Jahrhunderts büßte der Friedhof durch die Verbreiterung der angrenzenden Straßen und den Bau der Gutenbergschule auf dem Areal der fünften Abteilung weiter an Größe ein. Aufgrund dieser Baumaßnahmen verloren viele Grabmale ihren ursprünglichen Standort. Von den in den 1920er Jahren noch reichlich vorhandenen Grufthäusern ist heute nur noch die Gruft der Familie Baumgärtner erhalten. Am 4. Dezember 1943 wurde die Johanniskirche bei einem Bombenangriff zerstört. Nur der Kirchturm konnte erhalten und gesichert werden, wurde aber 1963 gesprengt.
1981 wurde der Friedhof gesperrt und in den folgenden vierzehn Jahren umfassend saniert. 1991 wurden 58 Grabmale vom Neuen Johannisfriedhof im südöstlichen Teil des Alten Johannisfriedhofs aufgestellt. Seit 1995 ist der Friedhof wieder der Öffentlichkeit zugänglich und steht als museale Parkanlage unter Denkmalschutz.

## Beigesetzte Persönlichkeiten
- Johann Friedrich Bauer (1696–1744), Mediziner und Assessor an der medizinischen Fakultät der Universität Leipzig
- Eduard Friedrich Ferdinand Beer (1805–1841), Orientalist
- Roderich Benedix (1811–1873), Bühnenautor und Erzähler (V)
- Heinrich Wilhelm Brandes (1777–1834), Physiker und Astronom (NE)
- Friedrich Arnold Brockhaus (1772–1823), Verleger
- Johann Gottfried Erckel (1767–1833), Kaufmann, Bankier, Baumeister, Ratsherr und Stadthauptmann von Leipzig (V)
- Sophie Eleonore Friederike von Schleswig-Holstein-Sonderburg-Augustenburg (1778–1836), dänisch-deutsche Miniaturmalerin
- Heinrich Leberecht Fleischer (1801–1888), Orientalist
- Franz Dominic Grassi (1801–1880), Leipziger Kaufmann und Mäzen
- Gustav Harkort (1795–1865), Eisenbahn-Pionier (V)
- Ernst Innozenz Hauschild (1808–1866), Lehrer
- Carl Herloßsohn (1804–1849), Schriftsteller, Journalist und Enzyklopädist (NE)
- Johann Adam Hiller (1728–1804), Komponist (NE)
- Johann Conrad Hinrichs (1763–1813), Verleger
- David Hoyer (1667–1720), Maler (NE)
- Anna Katharina Kanne (1746–1810), „Käthchen Schönkopf“
- Gottlieb Christian Kreutzberg (1810/14–1874), Schausteller
- Wilhelm Traugott Krug (1770–1842), Philosoph (V)
- Samuel Friedrich Nathanael Morus (1736–1792), Philologe und evang. Theologe (NE)
- Adam Friedrich Oeser (1717–1799), Maler (NE)
- Carl Traugott Queisser (1800–1846), Gewandhausorchester-Mitglied (Posaune, Bratsche)
- Timotheus Ritzsch (1614–1678), Buchdrucker, Erfinder der Tageszeitung (NE)
- Friedrich Rochlitz (1769–1842), Dramatiker
- Johann Georg Rosenmüller (1736–1815), Superintendent der Thomaskirche (V)
- Carl Christian Heinrich Rost (1742–1798), Kunsthändler
- Johann Schelle (1648–1701), Thomaskantor (NE)
- Veit Hans Schnorr von Carolsfeld (1764–1841), Maler (NE)
- Ludwig Schuncke (1810–1834), Komponist und Mitbegründer der Neuen Zeitschrift für Musik
- Johann Michael Stock (1737–1773), Kupferstecher (NE)
- Christian Theodor Weinlig (1780–1842), Komponist
- Christian Felix Weiße (1726–1804), Dichter
- Johann Heinrich Zedler (1706–1751), (NE)
- Wilhelmine von Zenge, verehelichte Krug (1780–1852), Verlobte Heinrich von Kleists (V)
- Georg Joachim Zollikofer (1730–1788), Prediger (NE)

NE = Grab nicht erhalten, V = Grabstein vorhanden, markiert aber nicht mehr das Grab

## Galerie

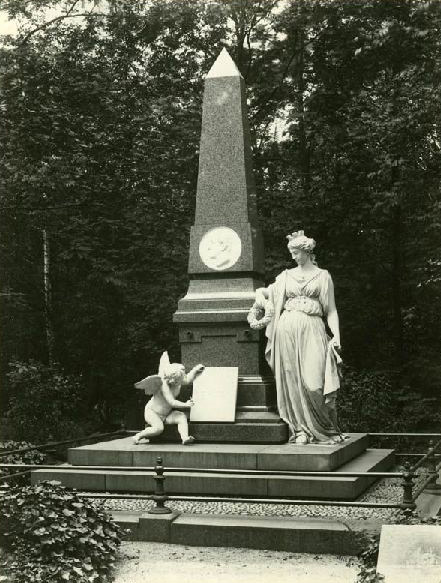
Grassi-Denkmal
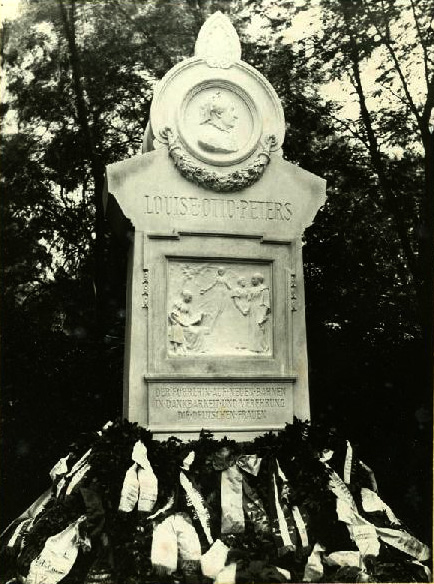
Denkmal für Louise Otto-Peters um 1900 (jetzt im Rosental)
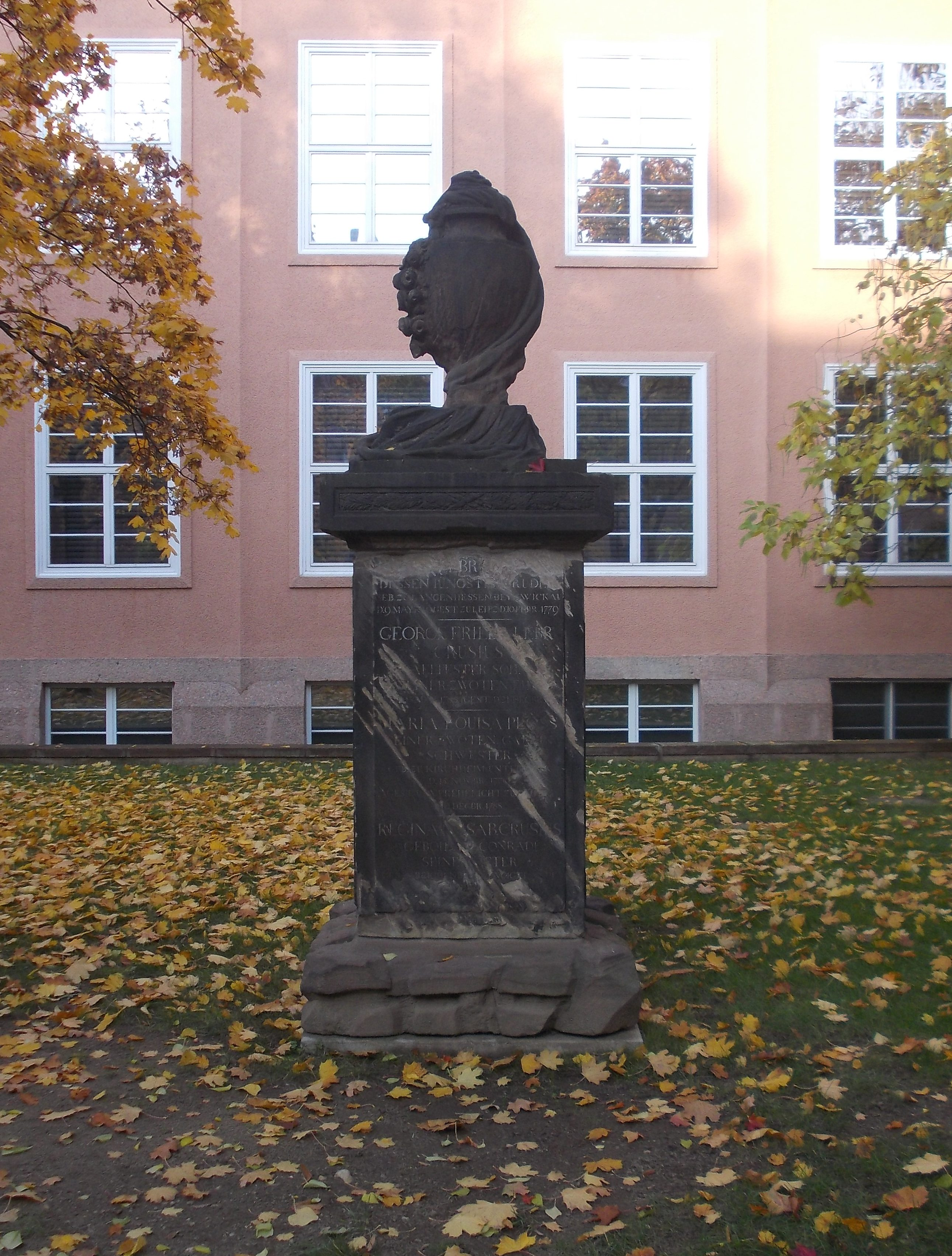
Crusius-Familiengrabstein (rechte Seite)
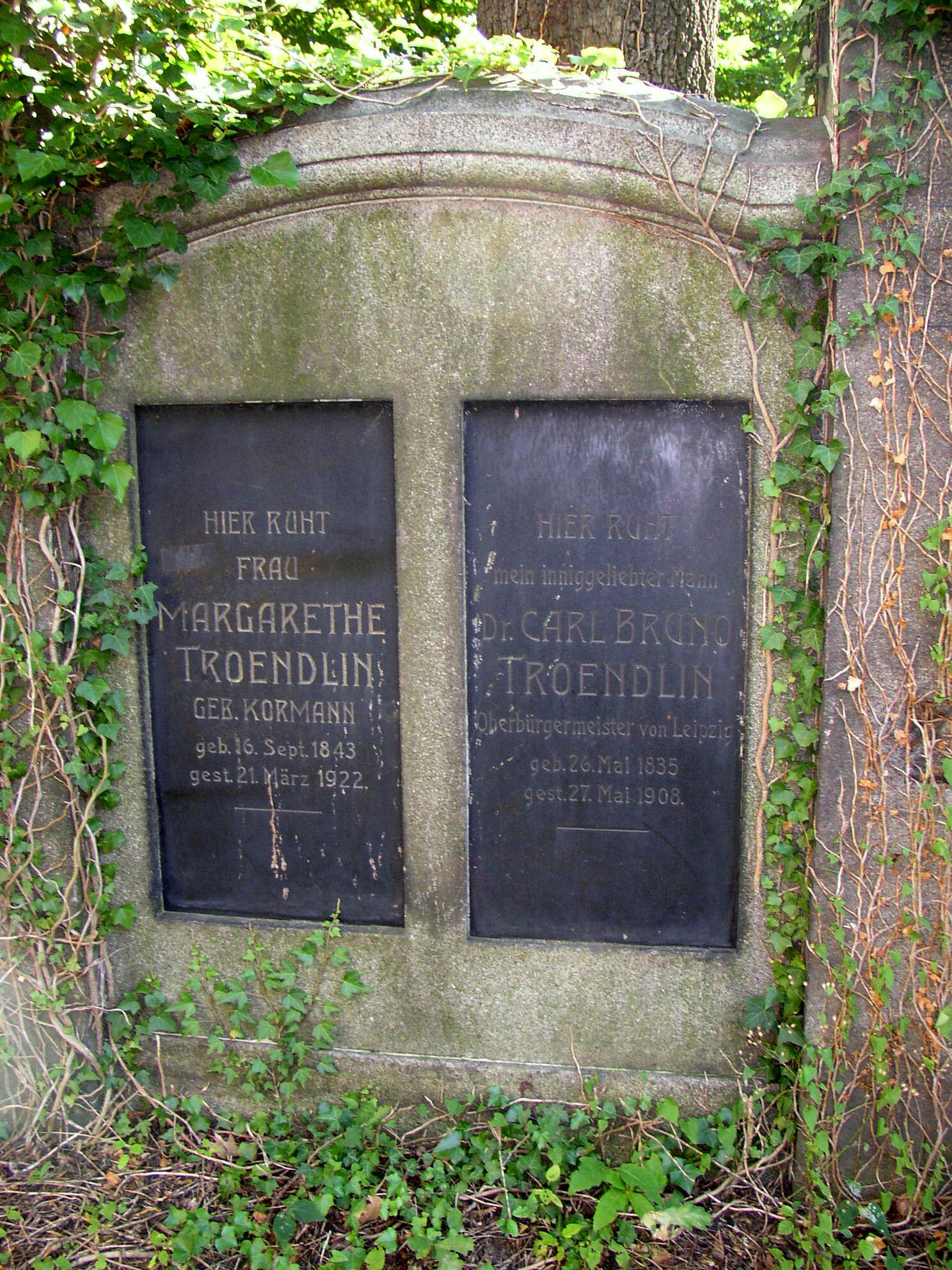
Grabstein von Carl Bruno Tröndlin